# Gerhard Rohlfs (forskningsresande)

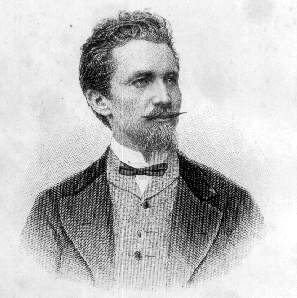
Gerhard Rohlfs.

Friedrich Gerhard Rohlfs, född 14 april 1831 i Vegesack nära Bremen, död 2 juni 1896 i Rüngsdorf i Godesberg nära Bonn, var en tysk forskningsresande och skriftställare.
Rohlfs inträdde vid 17 års ålder i krigstjänst, deltog i slesvig-holsteinska kriget 1848–1850 och blev officer efter slaget vid Isted. Sedan han därefter studerat medicin i Heidelberg och Göttingen och under sin anställning som läkare vid Främlingslegionen i Algeriet (1855–1860) lärt sig arabiska, företog han 1861-65 vidsträckta resor i Marocko och nordvästra Sahara. I egenskap av läkare och föregiven muslim blev han i regel väl bemött av den inhemska befolkningen, men vid ett tillfälle blev han av sina följeslagare överfallen, svårt sårad och lämnad ensam i öknen, men räddades av förbifarande almoravider. Efter att ha återvänt till Tyskland (1865) anträdde han redan samma år en ny resa från Tripoli till Borno, i vars huvudstad Kuka han uppehöll sig, väl mottagen av sultanen, juli-december 1866, varefter han fortsatte till den brittiska hamnstaden Lagos. 
År 1868 medföljde han på uppdrag av preussiska regeringen den brittiska expeditionen till Abessinien. Efter några års vila ställdes han av khediven Ismail Pascha i spetsen för en stor expedition till Libyska öknen (1873–1874) och utsändes sedan av Afrikanska sällskapet i Tyskland (1878) på en ny forskningsfärd från Tripoli till den av européer aldrig besökta oasen Kufra i östra Sahara. Återkommen därifrån, skickades han 1880 av kejsar Vilhelm I med ett brev till negus Johannes i Abessinien och utnämndes 1884 till generalkonsul i Zanzibar, men återvände redan följande år och bosatte sig i Weimar. För sina mångfaldiga förtjänster om Afrikaforskningen erhöll han engelska och franska geografiska sällskapens medaljer i guld. Han blev korresponderande ledamot av Bayerische Akademie der Wissenschaften 1870, hedersdoktor vid universitetet i Jena 1871 och ledamot av Leopoldina 1891.